# Fort Sainte-Catherine
Ne doit pas être confondu avec St Catherine's Fort.
Le fort Sainte-Catherine est un fort situé à la pointe nord-est de l'île Saint George aux Bermudes. Rénové successivement, le fort fut d'abord utilisé par la milice bermudienne, puis par des unités régulières de la Royal Artillery de 1612 au XXe siècle. Aujourd'hui, il abrite un musée.

## Historique

### Construction et défense
Le premier fort, en bois, a été construit sur le site en 1612, puis a été remplacé par un fort en pierre en 1614. Il s'agissait de l'un des nombreux forts construits immédiatement après que la Compagnie de Londres eut officiellement pris possession en 1612 des Bermudes qu'elle occupait depuis le naufrage du Sea Venture en 1609. Les premiers forts furent construits autour du port de Saint George's, suivis de près par les forts de Castle Harbour, les fortifications de Castle Islands. Ces forts comprennent les bâtiments, les fortifications, la maison d'un commandant les plus anciens, ainsi que la première maison en pierre et la première artillerie côtière construite par les Anglais dans le Nouveau Monde. Bien que la plupart de ces forts aient été conçus pour empêcher un ennemi d'entrer dans le port de Saint George's, soit directement de l'Atlantique, soit via Castle Harbour, le fort Sainte-Catherine a été placé à cet endroit permettant d'empêcher les navires entrés via le chenal de navigation principal pour contourner l'île et se déplacer vers l'ouest. Les navires sont contraints de se déplacer près du rivage à cause des coraux. Ils ne peuvent pas effectuer de manœuvres évasives, ce qui en fait un site très utile pour l'artillerie côtière.

### Utilisation par l'armée régulière
Le fort a été reconstruit cinq fois, la dernière fois à la fin du XIXe siècle, lorsque les Bermudes étaient devenues la première base de la Royal Navy dans l'hémisphère occidental, nécessitant une importante garnison militaire dotée de nombreux forts et de nombreuses batteries pour la protéger.
En fin de compte, la position exposée du fort le rendait plus vulnérable que les forts ultérieurs, souvent conçus pour être protégés du feu et occultés par des travaux de terrassement. Il s’agissait notamment des fort Victoria et Albert, situées sur la colline juste derrière le fort Sainte-Catherine. Au XXe siècle, les forts tombèrent en désuétude et la plus grande partie de l'artillerie côtière encore utilisée fut placée dans des batteries fortifiées, comme la batterie Saint-David, la batterie Alexandra et la batterie Warwick Camp.

### Utilisation post-militaire
Dans les années 1950, une production de Macbeth a été mise en scène à Fort Sainte-Catherine avec Charlton Heston. Aujourd'hui, le fort abrite un musée consacré à l'histoire des Bermudes, en particulier l'aspect militaire. En raison de leur importance historique, avec des fortifications couvrant quatre siècles de peuplement anglais dans le Nouveau Monde, les forts situés à l'est des Bermudes, ainsi que la ville de Saint George's, ont été inscrits au patrimoine mondial de l'UNESCO.